# Germanski paganizam
Germanski paganizam se odnosi na etničku religiju koju su praktikovali germanski narodi od gvozdenog doba do hrišćanizacije tokom srednjeg veka. To je bio esencijalni element rane germanske kulture. Iz arheoloških ostataka i književnih izvora, moguće je pratiti niz zajedničkih ili blisko povezanih verovanja među germanskim narodima u srednjem veku, kada su poslednja paganska područja u Skandinaviji pokrštena. Ukorenjena u praindoevropsku religiju, pragermanska religija se proširila tokom migracionog perioda, donoseći proširenja kao što je staronordijska religija među severnogermanskim narodima, poganstvo praktikovalo među kontinentalnim germanskim narodima i anglosaksonsko poganstvo među govornicima staroengleskog jezika. Germanska religija najbolje je dokumentovana u nekoliko tekstova iz 10. i 11. veka, koji su najbolje sačuvani u Skandinaviji i Islandu.

## Literatura
- Artz, Frederick B. (1980). The Mind of the Middle Ages: An Historical Survey, A.D. 200–1500. Chicago and London: University of Chicago Press. ISBN 978-0-22602-840-8.
- Axboe, Morten (2005). „Guld og Guder”.  Ур.: Capelle, Torsten; Fischer, Christian; Axboe, Morten; Museum, Silkeborg; Karen M. Boe. Ragnarok: Odins Verden [Ragnarok: Odin's World] (на језику: Danish). Silkeborg: Silkeborg Museum Publishing. OCLC 68385544.
- Bauer, Susan Wise (2010). The History of the Medieval World: From the Conversion of Constantine to the First Crusade. New York: W. W. Norton & Company. ISBN 978-0-393-05975-5.
- Beare, W. (1964). „Tacitus on the Germans”. Greece & Rome. Cambridge University Press on behalf of The Classical Association. 11 (1): 64—76. JSTOR 642633. doi:10.1017/S0017383500012675.
- Brown, Peter (2006). The Rise of Western Christendom: Triumph and Diversity, A.D. 200–1000. Malden, MA: Blackwell Publishing. ISBN 978-0-69116-177-8.
- Burns, Thomas (2003). Rome and the Barbarians, 100 B.C.—A.D. 400. Baltimore, MD: Johns Hopkins University Press. ISBN 978-0-8018-7306-5.
- Caesar, Julius (2017). „Gallic War”.  Ур.: Raaflaub, Kurt A. The Landmark Julius Caesar—The Complete Works: Gallic War, Civil War, Alexandrian War, African War, and Spanish War. Translated by Kurt A. Raaflaub. New York: Pantheon Books. ISBN 978-0-30737-786-9.
- Cameron, Averil (1997). „Cult and Worship in East and West”.  Ур.: Webster, Leslie; Brown, Michelle. The Transformation of the Roman World, AD 400–900. London: British Museum Press. ISBN 978-0-7141-0585-7.
- Chisholm, Hugh, ур. (1911). The Encyclopædia Britannica: A Dictionary of Arts, Sciences, Literature and General Information. 22. New York: Encyclopædia Britannica Inc.
- Davidson, H.R. Ellis (1965). Gods and Myths of Northern Europe. New York: Penguin. ISBN 978-0-14013-627-2.
- Dowden, Ken (1999). European Paganism. New York; London: Routledge. ISBN 978-0-41512-034-0.
- Drinkwater, John F. (2007). Nordic Religions in the Viking Age. Oxford and New York: Oxford University Press. ISBN 978-0-19-929568-5.
- DuBois, Thomas (1999). Nordic Religions in the Viking Age. Philadelphia, PA: University of Pennsylvania Press. ISBN 978-0-81221-714-8.
- Eliade, Mircea (1984). A History of Religious Ideas: From Gautama Buddha to the Triumph of Christianity. Vol. 2. Chicago and London: University of Chicago Press. ISBN 978-0-226-20403-1.
- Ewing, Thor (2010). Gods and Worshippers in the Viking and Germanic World. Stroud: Tempus. ISBN 978-0-75243-590-9.
- Fletcher, Richard (1997). The Barbarian Conversion: From Paganism to Christianity. New York: Henry Holt. ISBN 978-0-8050-2763-1.
- Forbes, Bruce David (2007). Christmas: A Candid History. Berkeley and Los Angeles: University of California Press. ISBN 978-0520251045.
- Frassetto, Michael (2003). Encyclopedia of Barbarian Europe: Society in Transformation. Santa Barbara, CA: ABC-CLIO. ISBN 978-1-57607-263-9.
- Geary, Patrick J. (2002). The Myth of Nations: The Medieval Origins of Europe. Princeton, NJ: Princeton University Press. ISBN 978-0-69109-054-2.
- Ghosh, Shami (2015). Writing the Barbarian Past: Studies in Early Medieval Historical Narrative. Leiden: Brill. ISBN 978-9-00430-522-9.
- Green, D.H. (1998). Language and History in the Early Germanic World. Cambridge: Cambridge University Press. OCLC 468327031.
- Heather, Peter (2005). The Fall of the Roman Empire: A New History of Rome and the Barbarians. Oxford and New York: Oxford University Press. ISBN 978-0-19515-954-7.
- Heather, Peter (2012). Empires and Barbarians: The Fall of Rome and the Birth of Europe. Oxford and New York: Oxford University Press. ISBN 978-0-19-989226-6.
- Heide, Eldar; Bek-Pedersen, Karen (2014). „Why a New Focus on Retrospective Methods?”.  Ур.: Heide, Eldar; Karen Bek-Pedersen. New Focus on Retrospective Methods: Resuming Methodological Discussions. Case studies from Northern Europe. Helsinki: Suomalainen Tidedeakatemia. ISBN 978-9-51411-093-1.
- Ilkjær, Jørgen (2000). Illerup Ådal, et arkæologisk tryllespejl [Illerup Ådal: An Archaeological Mirror] (на језику: Danish). Højbjerg: Moesgård Museum. ISBN 978-87-87334-40-2.
- James, Edward (2014). Europe's Barbarians, AD 200–600. London and New York: Routledge. ISBN 978-0-58277-296-0.
- Jolly, Karen Louise (1996). Popular Religion in Late Saxon England: Elf-Charms in Context. Chapel Hill: University of North Carolina Press. ISBN 978-0-80784-565-3.
- Jones, Gwyn (1984). A History of the Vikings. Oxford; New York: Oxford University Press. ISBN 978-0-19-2158826.
- Jones, Prudence; Pennick, Nigel (1995). A History of Pagan Europe. New York: Barnes & Noble. ISBN 978-0-76071-210-8.
- Kendrick, T.D. (2013) [1930]. A History of the Vikings. New York: Fall River Press. ISBN 978-1-43514-641-9.
- Kofoed, Aase; Warming, Morten (1989). Old var Årle: Nordens Gamle Religioner [Old was Årle: The Old Religions of the North] (на језику: Danish). Copenhagen: Gjellerup & Gad. ISBN 978-87-13-03545-8.
- Lee, Alvin A. (1997). „Symbolism and Allegory”.  Ур.: Robert E. Bjork; John D. Niles. A Beowulf Handbook. Lincoln, NE: University of Nebraska Press. ISBN 978-0-80326-150-1.
- Letcher, Andy (2014). „Paganism and the British Folk Revival”.  Ур.: Weston, Donna; Bennett, Andy. Pop Pagans: Paganism and Popular Music. New York: Routledge. ISBN 978-1-84465-646-2.
- Lund, Allan A. (2002). Mumificerede moselig [Mummified in the Bog] (на језику: Danish). Copenhagen: Høst. ISBN 978-8-71429-674-2.
- Manco, Jean (2013). Ancestral Journeys: The Peopling of Europe from the First Venturers to the Vikings. New York: Thames & Hudson. ISBN 978-0-500-05178-8.
- McKitterick, Rosamond (2008). Charlemagne: The Formation of a European Identity. New York: Cambridge University Press. ISBN 978-0-521-71645-1.
- Persch, Alexandra (2005). „På glatis med ikonografi!: Blodoffer, drikkelag og frække sange?”.  Ур.: Capelle, Torsten; Fischer, Christian; Axboe, Morten; Museum, Silkeborg; Karen M. Boe. Ragnarok: Odins Verden [Ragnarok: Odin's World] (на језику: Danish). Silkeborg: Silkeborg Museum Publishing. OCLC 68385544.
- Pohl, Walter (1997). „The Barbarian Successor States”.  Ур.: Webster, Leslie; Brown, Michelle. The Transformation of the Roman World, AD 400–900. London: British Museum Press. ISBN 978-0-7141-0585-7.
- Santosuo, Antonio (2004). Barbarians, Marauders, and Infidels: The Ways of Medieval Warfare. New York: MJF Books. ISBN 978-1-56731-891-3.
- Scholz, Bernard-Walter (1972). Carolingian Chronicles: Royal Frankish Annals and Nithard's Histories. Ann Arbor, MI: University of Michigan Press. ISBN 978-0472061860.
- Schwarcz, Andreas (1999). „Cult and Religion Among the Tervingi and the Visigoths and their Conversion to Christianity”.  Ур.: Heather, Peter. The Visigoths from the Migration Period to the Seventh Century: A Ethnographic Perspective. Suffolk: Boydell Press. ISBN 978-0851157627.
- Stoklund, Marie (1994). „Myter, runer og tolkning”.  Ур.: Jens Peter Schjodt. Myte og ritual i det førkristne Nordenn: et symposium [Myth and Ritual in Pre-Christian Scandinavia: A Symposium] (на језику: Danish). Odense: Odense Universitetsforlag. ISBN 978-8-77838-053-1.
- Tacitus (2009). Agricola and Germany. Translated by Anthony R. Birley. New York: Oxford University Press. ISBN 978-0-19953-926-0.
- Thrane, Henrik (2005). „Romerske og germanske småfigurer”.  Ур.: Capelle, Torsten; Fischer, Christian; Axboe, Morten; Museum, Silkeborg; Karen M. Boe. Ragnarok: Odins Verden [Ragnarok: Odin's World] (на језику: Danish). Silkeborg: Silkeborg Museum Publishing. OCLC 68385544.
- Todd, Malcolm (2004). The Early Germans. Oxford: Blackwell. ISBN 978-0-63119-904-5.
- van der Sanden, Wijnand; Stuyts, Ingelise (1996). Udødeliggjorte i mosen historierne om de nordvesteuropæiske moselig [Immortalized in the Bog: Stories of the Northwest European Bogs] (на језику: Danish). Amsterdam: Batavian Lion International. ISBN 978-9-06707-414-8.
- Vaughan-Sterling, Judith A. (1983). „The Anglo-Saxon "Metrical Charms": Poetry as Ritual”. The Journal of English and Germanic Philology. 82 (2): 186—200. JSTOR 27709147.
- Waldman, Carl; Mason, Catherine (2006). Encyclopedia of European Peoples. New York: Facts on File. ISBN 978-0816049646.
- Wallace-Hadrill, J. M. (2004). The Barbarian West, 400–1000. Malden, MA: Wiley-Blackwell. ISBN 978-0-63120-292-9.
- Williams, Derek (1998). Romans and Barbarians. New York: St. Martin's Press. ISBN 978-0-312-19958-6.
- Wilson, Derek (2005). Charlemagne: A Biography. New York: Vintage Books. ISBN 978-0-307-27480-9.
- Winroth, Anders (2012). The Conversion of Scandinavia. New Haven and London: Yale University Press. ISBN 978-0-30017-026-9.
- Grimm, Jacob (2004), Teutonic Mythology, Превод: Stallybrass, James S., Dover Publications
- Buchholz, Peter (1968), „Perspectives for Historical Research in Germanic Religion”, History of Religions, University of Chicago Press, 8 (2): 111—138, doi:10.1086/462579
- North, Richard (1991), Pagan words and Christian meanings, Rodopi, ISBN 978-90-5183-305-8

## Spoljašnje veze
- Theozoologie oder die Kunde von den Sodoms-Äfflingen und dem Götter-Elektron, Archive